# Teich in der Gansgrube
Der Teich in der Gansgrube ist ein vom Landratsamt Saulgau am 25. September 1940 durch Verordnung ausgewiesenes Landschaftsschutzgebiet auf dem Gebiet der Gemeinde Uttenweiler im Landkreis Biberach.

## Lage und Beschreibung
Das nur etwa 0,6 Hektar große Landschaftsschutzgebiet liegt nordwestlich von Uttenweiler im Gewann Gansgrube. Es gehört zum Naturraum Donau-Ablach-Platten. Es umfasst einen Teich mit der Ufervegetation aus Rohrkolben, Seebinsen und Großseggen sowie dem umgebenden Gehölzsaum, der in einer ansonsten intensiv genutzten Ackerlandschaft liegt. Der Teich wird von Amphibien als Laichgewässer genutzt.